# Казе Вја Капрера (Римини)
Казе Вја Капрера је насеље у Италији у округу Римини, региону Емилија-Ромања.
Према процени из 2011. у насељу је живело 19 становника. Насеље се налази на надморској висини од 61 м.